# Woodworth (Louisiane)
Pour les articles homonymes, voir Woodworth.
Woodworth est une ville de la  Paroisse des Rapides dans l'état de Louisiane aux États-Unis.
En 2010, la population était de 1 096 habitants.